# Club Deportivo Juventud Minera (Las Naves)
El Club Deportivo Juventud Minera es un equipo profesional de fútbol de la ciudad de Las Naves Ecuador. Fue fundado el 10 de enero de 2008. Juega con regularidad en la Segunda Categoría de Ecuador.
Está afiliado a la Asociación de Fútbol Profesional de Bolívar.

## Historia
Juventud Minera, es un club de fútbol bolivarense, del cantón Las Naves, que ha tenido una destacada participación deportiva, en los campeonatos oficiales de la Segunda Categoría del fútbol profesional ecuatoriano, obteniendo 6 campeonatos y 1 subcampeonato, en 7 temporadas consecutivas en las que participó.
Al año siguiente se decide participar en el campeonato provincial de Bolívar, representando al cantón Las Naves con el auspicio de la empresa minera Curimining S.A., que desarrolla labores de exploración en el subtrópico de esa provincia; obteniendo el subcampeonato, que junto con el club de Echeandía, marcó un hecho inédito, el desplazamiento de los clubes de Guaranda, representantes históricos.
En sus 10 años de participación en la ASOBOL ha obtenido 8 campeonatos y 1 subcampeonato. Fue el club formativo de Jhon Jairo Cifuente, goleador 2018 del Campeonato Nacional; de Marcos Cangá, destacado jugador de Delfín de Manta y Guayaquil City; y de Edwin Cangá, actual jugador de Sport Demócrata, club brasileño la Segunda Categoría.
Juega el clásico de la ciudad con su clásico rival, el Mineros Sporting Club. La rivalidad nació en 2017, después de la fundación del otro equipo minero en el cantón Las Naves.

## Divisiones formativas
Durante la historia del club, ha alimentado la creación y desarrollo de divisiones formativas (cantera) que mediante la instrucción profesional, más la llegada del profesor del primer equipo Juan Nicanor Alfonsín que a través de su coordinación se desarrollara una metodología nueva para los chicos que se forman para ser jugadores profesionales, aprovechando la gran cantidad de jóvenes talentosos de la región (Zapotal, Las Naves, Echeandía, Quinsaloma, San Luis de Pambil, Ventanas) y sean un aporte de desarrollo para el primer equipo de Juventud Minera y de la provincia de Bolívar con el apoyo de sus padres.

## Jugadores

### Plantilla 2019
- Última actualización: 25 de abril de 2019[10]